# August Christian Frederik af Anhalt-Köthen
August Christian Frederik af Anhalt-Köthen (tysk: August Christian Friedrich von Anhalt-Köthen; 18. november 1769 – 5. maj 1812) var en tysk fyrste, der fra 1789 til 1806 var fyrste og fra 1806 til sin død i 1812 hertug af det lille tyske fyrstendømme Anhalt-Köthen.
Han var søn af sin forgænger fyrst Karl Georg Lebrecht. Han giftede sig i 1793 med Prinsesse Frederikke af Nassau-Usingen, datter af Fyrst Frederik August af Nassau-Usingen. Ægteskabet, der var barnløst, blev ophævet i 1803. Fyrst August Christian Frederik blev efterfulgt af sin nevø, Ludvig August.

## Eksterne links
- Slægten Askaniens officielle hjemmeside Arkiveret 21. august 2018 hos  Wayback Machine

| August Christian FrederikHuset AskanienFødt: 18. november 1769 Død: 5. maj 1812 |                                     |                                                                     |
| Titler som regent                                                               |                                     |                                                                     |
| Foregående: Karl Georg Lebrecht                                                 | Fyrste af Anhalt-Köthen 1789 – 1806 | Efterfølgende: ingen (Anhalt-Köthen ophøjet til hertugdømme i 1806) |
| Foregående: ingen (Anhalt-Köthen ophøjet til hertugdømme i 1806)                | Hertug af Anhalt-Köthen 1806 – 1812 | Efterfølgende: Ludvig August                                        |

|  | Artiklen om August Christian Frederik af Anhalt-Köthen kan blive bedre, hvis der indsættes et (bedre) billede. Du kan hjælpe ved at afsøge Wikimedia Commons for et passende billede eller uploade et godt billede til Wikimedia Commons iht. de tilladte licenser og indsætte det i artiklen. |